# Yasuharu Hasebe
Yasuharu Hasebe (長谷 部安春, Hasebe Yasuharu), né le 4 avril 1932 et mort le 14 juin 2009, est un réalisateur et un scénariste japonais.

## Biographie
Yasuharu Hasebe fait ses études à l'université Waseda.
Il a réalisé 41 films et écrit 27 scénarios entre 1966 et 2000.

## Filmographie partielle
- 1966 : Les Tueuses en collants noirs (俺にさわると危ないぜ, Ore ni sawaru to abunaize?)
- 1967 : Bakudan otoko to iwareru aitsu (爆弾男といわれるあいつ?)
- 1967 : Minagoroshi no kenjū (みな殺しの拳銃?)
- 1968 : Shima wa moratta (縄張はもらった?)[2]
- 1969 : Les Loups sauvages (野獣を消せ, Yajū o kese?)[3]
- 1969 : Arakure (あらくれ?)
- 1969 : Le Territoire du sang versé (広域暴力団 流血の縄張, Kōiki bōryoku: Ryuuketsu no shima?)[4]
- 1970 : Sakariba jingi (盛り場仁義?)
- 1970 : Stray Cat Rock: Female Boss (女番長野良猫ロック, Onna banchō nora-neko rokku?)[5]
- 1970 : Ashita no Jō (あしたのジョー?)
- 1970 : Stray Cat Rock: Sex Hunter[5] ou Boulevard des chattes sauvages[6] (野良猫ロック セックスハンター, Nora-neko rokku: Sekkusu hantā?)
- 1970 : Stray Cat Rock: Machine Animal (野良猫ロック マシン・アニマル, Nora-neko rokku: Mashin animaru?)[5]
- 1971 : Otoko no sekai (男の世界?)[7]
- 1971 : Ryūketsu no kōsō (流血の抗争?)[8]
- 1972 : Sengoku rokku hayate no onnatachi (戦国ロック 疾風の女たち?)
- 1973 : Mélodie de la rancune (女囚さそり ７０１号怨み節, Joshū sasori: 701-gō urami-bushi?)
- 1974 : Sukeban deka: Daati Marii (すけばん刑事　ダーティ・マリー?)
- 1976 : Okasu! (犯す！?)
- 1976 : Assault! Jack the Ripper (暴行切り裂きジャック, Bōkō kirisaki jakku?)
- 1977 : Le Violeur à la rose (レイプ25時 暴姦, Reipu 25-ji: Bōkan?)[9]
- 1978 : Harcelée (襲う!!, Osou!!?)[10]
- 1982 : Kaseki no kōya (化石の荒野?)
- 1987 : Abunai deka (あぶない刑事?)
- 1994 : Lesson (レッスン, Ressun?)